# Andries Beeckman
Andries Beeckman (Hasselt, augustus 1628 – Amsterdam, 1664) was een Noord-Nederlands schilder, tekenaar en VOC-soldaat.

## Levensloop
Beeckman werd op 31 augustus 1628 in de Nederduits Gereformeerde kerk van Hasselt in Overijssel gedoopt. Hij was de jongste zoon uit het tweede huwelijk van Hendrick Beeckman (1585-1642) met Maria Baudartius (1600-1630), beiden afkomstig uit vooraanstaande families. Andries' grootvaders waren de bekende theoloog Willem Baudartius, die tussen 1626 en 1632 een van de vertalers van de Statenbijbel was geweest, en Gerardus Beeckman (1553-1625), secretaris van de keurvorst van Brandenburg in Kleve.

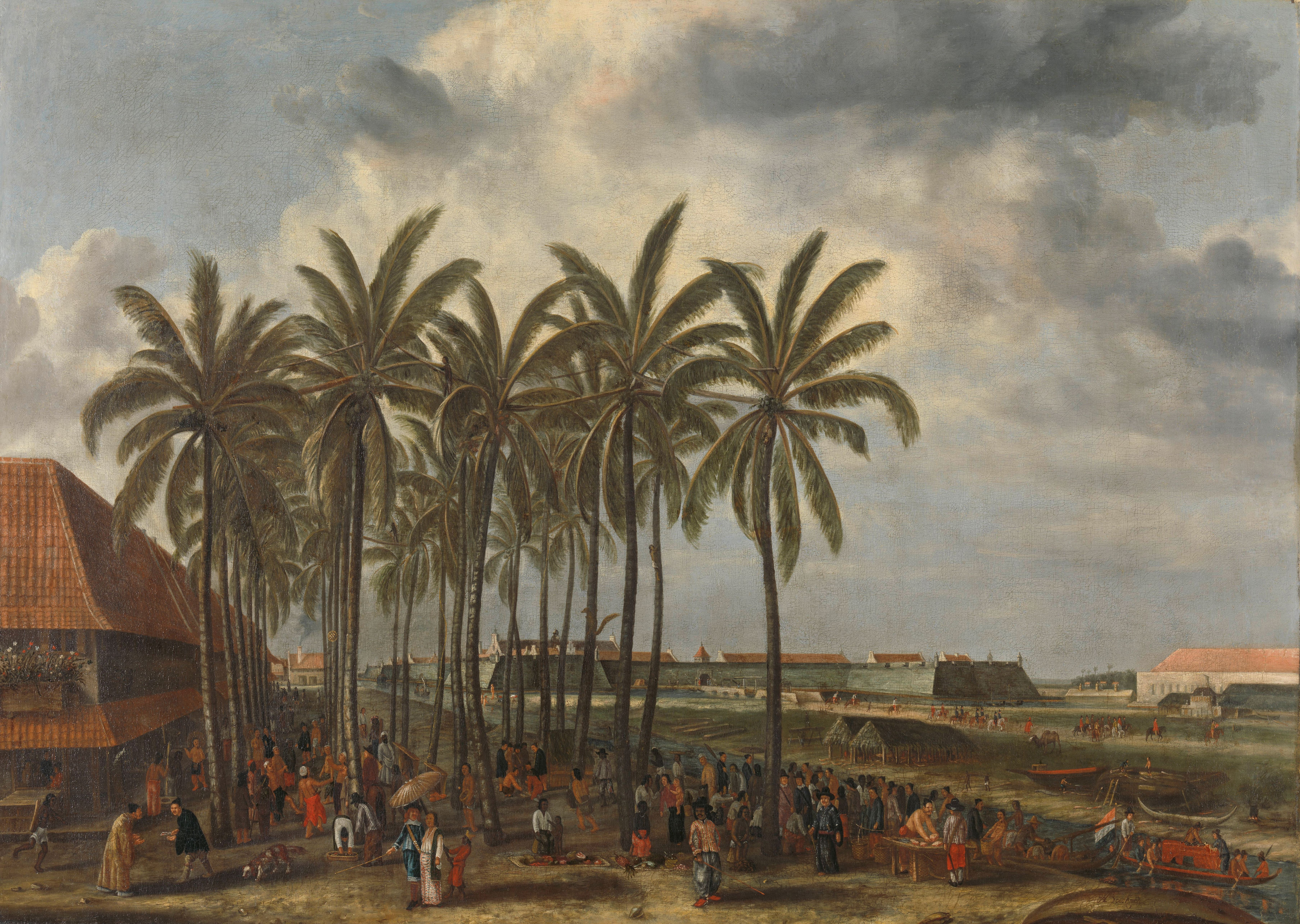
Andries Beeckman. Het kasteel van Batavia. Ca. 1662-1663. Amsterdam, Rijksmuseum.

Op 24 augustus 1651 stelde een notaris in Den Haag een akte op voor een obligatie op naam van de broers Gerrit, Johannes en Andries Beeckman. Uit het document blijkt dat vader Hendrick zijn zoons ruim achtduizend gulden had nagelaten. Andries wordt erin genoemd als 'schilder tot Deventer'. Dit is de eerste en enige vermelding van Andries als kunstenaar. Hij moet beginjaren 1650 zijn werkzame bestaan in Deventer hebben opgegeven, want rond 1652-3 treedt hij als soldaat in dienst van de VOC en staat als zodanig in 1657 vermeld in Batavia. Daar werkte hij aan een oeuvre van naar het leven getekende exotische mensen en dieren.

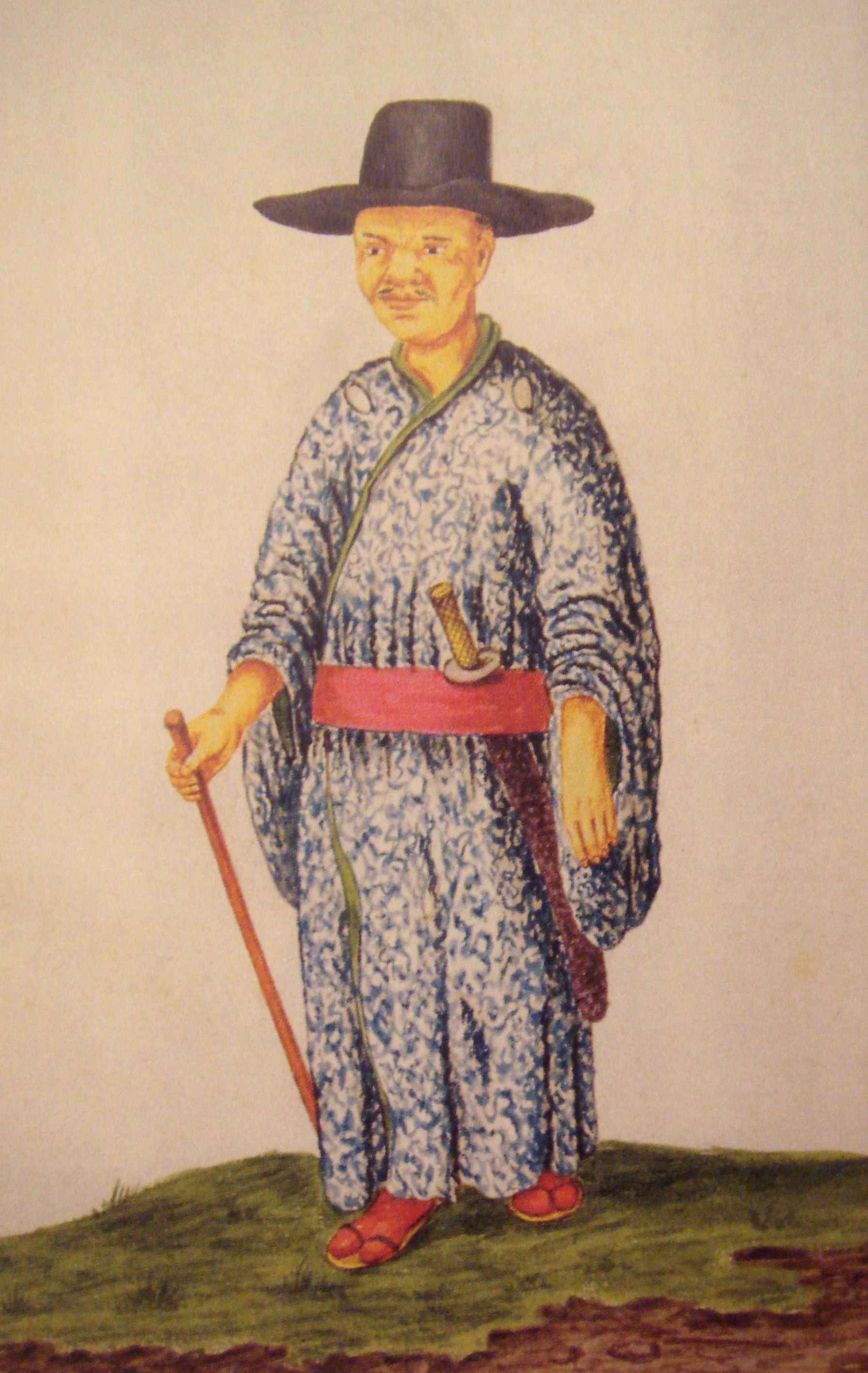
Japanse christen in Jakarta. Ca. 1656.

Hoe en waar Beeckman zijn Indische tijd heeft doorgebracht, is niet precies bekend. Hij zal in elk geval een reis naar Japan hebben gemaakt. De Japanse samoerai die hij in een van zijn tekeningen vastlegde, kan hij alleen op het eiland Dejima bij Nagasaki hebben gezien. Begin 1657 voer hij met de Aernhem weer terug, via Madagaskar en Kaap de Goede Hoop, om in Amsterdam in 1662 zijn werk als schilder voort te zetten. In april 1662 kreeg hij opdracht van de VOC-Kamer Amsterdam tot het maken van twee schilderijen, die in 1663 werden afgeleverd. Beeckman ontving hiervoor 240 gulden. Vermoedelijk is Het kasteel van Batavia een van deze werken. Lang heeft zijn Amsterdamse periode niet geduurd, want Beeckman overleed al in 1664, op 35-jarige leeftijd. Zijn tekeningen en schilderijen werden gekopieerd en gebruikt voor illustraties van exotica in reisjournalen en in geschilderde series.

## Werk
Tot tamelijk recent waren zijn kostuumseries spoorloos, maar in 1997 stuitte Marie-Odette Scalliet in de Parijse Bibliothèque de l'Arsenal op een album met 55 waterverftekeningen, die van de hand van Beeckman bleken te zijn. Twee van de tekeningen in het album waren door de kunstenaar gesigneerd. Het album was in de 18e eeuw in de verzameling van de markies de Paulmy terechtgekomen en in 1785 in dat van de latere Franse koning Karel X.
Van Beeckman zijn slechts twee schilderijen bekend, die met zekerheid van zijn hand zijn: Het kasteel van Batavia en Stilleven met exotisch fruit en een witte kaketoe. Het schilderij De markt van Batavia in het Wereldmuseum Amsterdam, dat aan Beeckman wordt toegeschreven, is mogelijk een kopie, gemaakt in of na 1688 in opdracht van keurvorst Johan George III van Saksen.
- Bibliothèque nationale de France: cb133301798 (data)
- Biografisch Portaal: 28630783
- Gemeinsame Normdatei: 1048416410
- International Standard Name Identifier: 0000 0004 3071 8275
- Library of Congress Control Number: no2014071760
- RKD-Nederlands Instituut voor Kunstgeschiedenis: 5590
- Système universitaire de documentation: 18304763X
- Union List of Artist Names: 500007394
- Virtual International Authority File: 95725968
- WorldCat: E39PBJjtcVmxWKKkMBQWJKTbVC